# Ludvig Bramsen
 Der er flere personer med dette navn, se Luis Bramsen.
Ludvig Ernst Bramsen (født 9. september 1847 i København, død 20. juni 1914 på Frederiksberg) var en dansk minister, gehejmeetatsråd og erhvervsmand, far til Bo Bramsen.

## Karriere
Bramsen var søn af direktør, konsul Luis Bramsen og hustru Camilla, født Lassen. Han blev student fra det von Westenske Institut 1865, cand.phil. 1866, vandt Københavns Universitets guldmedalje 1889, blev ansat i Nye danske Brandforsikringsselskab 1865, blev grosserer 1875 og direktør for Nye danske Brandforsikringsselskab 1886. Han var redaktør af Fra Forsikringsverdenen 1886. Han var en af Stifterne af Forsikringsforeningen i Kjøbenhavn, i hvis forhandlinger han tog livlig del. 
Bramsen var folketingsmand for Aalborg 1892-98, Indenrigsminister i Ministeriet Hørring 1899-1900 og i Ministeriet Sehested 1900-1901. Derefter var han Landstingsmand i 2. Landstingskreds fra 1906 og medlem af Toldrådet fra 1910.
Bramsen var formand i bestyrelsen for Det dansk-russiske Dampskibsselskab og Danske Lloyd samt medlem af bestyrelsen for aktieselskaberne C. Olesen, Goldschmidt & Nordholm og for Islands Fosseselskab, administrator for Borgervennen af 1788, formand for Forsikrings-Foreningen i København, for Handels- og Kontoristforeningen, for Dansk Forening for Arbejderbeskyttelse fra 1906 og for Numismatisk Forening. Han var medlem af Privatbankens bankråd fra 1910, medlem af Centralkomitéen, af bestyrelsen for den Letterstedtske Forening, af forretningsudvalget for Den danske Handelsstands Fællesrepræsentation og af bestyrelsen for Frederiksberg Arbejderhjem. Han blev gehejmeetatsråd 1901 og Kommandør af 2. af Dannebrogordenen 1900 og blev senere Dannebrogsmand og Kommandør af 1. grad. Desuden bar han Æreslegionen med mere.
Foruden en række blad- og tidsskriftsartikler, navnlig fra krigsåret 1870-71, har han leveret en velskrevet afhandling om den tyske Lov om ulykkesforsikring (1884) samt "Et Alvorsord til Arbejderne" (1885, af en Arbejderven), i hvilket blandt andet det socialistiske partis ledelse kritiseres.

## Ægteskaber
Bramsen var gift 1. gang med Maria Sophie Catharina Schack (1846-1903); 2. gang med Astrid Augusta Branth (1875–1959), datter af godsejer Harald Branth.
Han er begravet på Frederiksberg Ældre Kirkegård. Der findes et maleri af Julius Paulsen 1903 på Købmandsskolen og af Magdalene Hammerich 1912 i familieeje. Portrætteret på P.S. Krøyers gruppeportræt Fra Københavns Børs 1893-95. Buste af Willy Wulff 1910 i Nye danske Brandforsikring og Handels- og Kontoristforeningen. Litografi af Johannes Britze 1931.

## Litterære arbejder
- Arbejdernes Forsikring mod Ulykkestilfælde (1885)
- Et Alvorsord til Arbejderne (1889)
- Englands og Tysklands Lovgivning for Arbejdere i Industri og Haandværk
- Medaillier Napoleon le grand.